# Democrinus brevis
Democrinus brevis är en sjöliljeart. Democrinus brevis ingår i släktet Democrinus och familjen djuphavssjöliljor. Inga underarter finns listade i Catalogue of Life.